# Synagelides oleksiaki
Synagelides oleksiaki là một loài nhện trong họ Salticidae.
Loài này thuộc chi Synagelides. Synagelides oleksiaki được Bohdanowicz miêu tả năm 1987.